# Rhynchonereella fulgens
Rhynchonereella fulgens är en ringmaskart som beskrevs av Richard Greeff 1885. Rhynchonereella fulgens ingår i släktet Rhynchonereella och familjen Alciopidae. Arten har ej påträffats i Sverige. Inga underarter finns listade i Catalogue of Life.